# 기예르모 고로스티사
기예르모 고로스티사 파레데스(스페인어: Guillermo Gorostiza Paredes; 1909년 2월 15일, 바스크 주 산투르치 ~ 1966년 8월 23일, 바스크 주 빌바오)는 스페인의 축구 선수로, 현역 시절 공격수로 활약하였다.
현역 14년 동안 그는 아틀레틱 빌바오와 발렌시아 소속으로 총 255번의 라 리가 경기에 출전해 178골을 넣었고, 두 구단에서 통산 11번의 주요 대회 우승을 거두었다.
고로스티사는 스페인 국가대표팀 일원으로 1934 월드컵에 참가했다.

## 클럽 경력

### 아틀레틱 빌바오
고로스티사는 비스카이아 도 산투르치 출신이다. 그는 세스타오의 차베리와 수가사르테에서 축구를 시작해 아레나스 게초에서 성인 무대 신고를 치르고 라싱 페롤을 거쳐(두 구단 각각 1년씩 머물렀다) 1929년에 아틀레틱 빌바오의 선수가 되었다. 그는 1929년 12월 1일에 레알 마드리드와의 경기에서 라 리가 첫 경기를 치렀고, 처음 두 시즌 동안 도합 36번의 리그 경기에서 37골을 넣었고, 이 기간 동안 2년 연속 리그 우승과 2번의 코파 델 레이 우승을 거두었다.
잉글랜드인 프레드 펜틀랜드가 이끄는 아틀레틱은 고로스티사를 비롯해 바타, 호세 이라라고리, 치리 2호, 라푸엔테, 그리고 빅토리오 우나무노가 포진해 있었고, 구단 역사상 최고의 공격진으로 손꼽히며 회자되고 있다. 그는 아틀레틱 빌바오 소속으로 두 차례 리그 최다 득점자로 이름을 올려 피치치의 주인공이 되었다. 그는 바르셀로나에서 벌어진 레알 마드리드와의 코파 델 프레시덴테 결승전에서 2-1 결승골을 넣기도 하였다.
스페인 내전 시절, 고로스티사는 바스크인 11인 선수단의 일원으로 뛰었는데, 이 선수단은 아틀레틱 빌바오의 전 선수이자 바스크 지도자 호세 안토니오 아기레의 주장으로 조직되었다. 바스크인 선수단은 바스크 활동을 위한 기금 마련을 목적으로 유럽과 멕시코에서 경기를 치렀고, 1938-39 시즌에는 멕시코 리그에 참가하기도 했다. 그러나, 고로스티사는 멕시코 리그 참가 당시 선수단에 없었다.

### 발렌시아와 말년
스페인 복귀 후, 고로스티사는 다시 아틀레틱의 선수가 되어 젊은 선수들로 개편된 선수단의 노장이 되어 1939-40 시즌을 통으로 소화하면서 코파 델 헤네랄리시모에 참가했다. 이후, 그는 발렌시아로 이적하여 젊은 동지 선수단의 일원이 되어 내분을 버티면서 31세의 노장은 리그를 2번 우승하고 컵대회도 정상에 올랐는데, 발렌시아 소속으로 보낸 4년 중 2년동안 두 자리 수의 득점을 올렸고, 그가 그동안 올린 최다 득점 기록은 1941-42 시즌의 24경기 20골이었다.
메스타야를 떠난 고로스티사는 세군다 디비시온의 바라칼도 선수로 1946-47 시즌을 보냈고, 38세의 나이로 현역에서 은퇴하였다. 그러나, 그는 은퇴를 번복하고 로그로녜스와 후벤시아의 선수로 두 차례 출전하고는 1951년을 끝으로 더 이상 선수로 활동하지 않았다.

## 국가대표팀 경력
아틀레틱 시절, 고로스티사는 스페인 국가대표팀 경기에 처음 출전했는데, 1930년 6월 14일 체코슬로바키아와의 경기가 그의 첫 국가대표팀 경기였다. 그는 1934 월드컵에서 3-1로 이긴 브라질과의 경기와 1-1로 비긴 이탈리아와의 경기에 출전하였다. 그는 0-1로 패한 후자의 국가와의 재경기에는 결장했다.
고로스티사는 1941년 12월 12일에 자신의 19번째이자 마지막 국가대표팀 경기에 출전하였는데, 그 경기는 발렌시아에서 열린 스위스와의 친선경기였다.

## 최후
고로스티사는 선수 시절부터 알코올 의존증을 앓고 있었는데, 이는 그에게 큰 경제적 타격을 안겼다. 1966년 8월 24일, 빌바오의 사투르세의 성모 마리아(Santa María en Santurce) 양로원에서 수녀가 그를 숨진 채 발견했다. 당시 그는 향년 57세였다.

## 필모그래피
고로스티사는 우승이다!!(¡¡Campeones!!, 1943)에서 고로 역을 맡았고, 망가진 장난감(Juguetes rotos, 1966)에 직접 출연했다.

## 클럽 통계
| 클럽 통계       | 클럽 통계       | 클럽 통계 | 리그 | 리그 | 컵   | 컵 | 지역 | 지역 | 합계 | 합계 |
| 클럽            | 리그            | 시즌      | 출장 | 골   | 출장 | 골 | 출장 | 골   | 출장 | 골   |
| 스페인          | 스페인          | 스페인    | 리그 | 리그 | 컵   | 컵 | 지역 | 지역 | 합계 | 합계 |
| --------------- | --------------- | --------- | ---- | ---- | ---- | -- | ---- | ---- | ---- | ---- |
| 아틀레틱 빌바오 | 라 리가         | 1929-30   | 18   | 20   | 10   | 9  | 8    | 4    | 36   | 33   |
| 아틀레틱 빌바오 | 라 리가         | 1930-31   | 18   | 17   | 4    | 3  | 8    | 7    | 30   | 27   |
| 아틀레틱 빌바오 | 라 리가         | 1931-32   | 15   | 9    | 7    | 10 | 7    | 6    | 29   | 25   |
| 아틀레틱 빌바오 | 라 리가         | 1932-33   | 17   | 14   | 9    | 7  | 6    | 3    | 32   | 24   |
| 아틀레틱 빌바오 | 라 리가         | 1933-34   | 15   | 14   | 6    | 2  | 8    | 4    | 29   | 20   |
| 아틀레틱 빌바오 | 라 리가         | 1934-35   | 18   | 8    | 2    | 0  | 9    | 8    | 29   | 16   |
| 아틀레틱 빌바오 | 라 리가         | 1935-36   | 18   | 10   | 3    | 1  | 8    | 2    | 29   | 13   |
| 아틀레틱 빌바오 | 라 리가         | 1938-39   | –    | –    | 2    | 1  | 8    | 7    | 10   | 9    |
| 아틀레틱 빌바오 | 라 리가         | 1939–40   | 21   | 14   | 4    | 4  | 7    | 9    | 32   | 27   |
| 아틀레틱 빌바오 | 합계            | 합계      | 140  | 106  | 47   | 37 | 69   | 50   | 256  | 193  |
| 발렌시아        | 라리가          | 1940-41   | 21   | 14   | 7    | 7  | –    | –    | 28   | 21   |
| 발렌시아        | 라리가          | 1941-42   | 24   | 20   | 8    | 6  | –    | –    | 32   | 26   |
| 발렌시아        | 라리가          | 1942-43   | 13   | 2    | 0    | 0  | –    | –    | 13   | 2    |
| 발렌시아        | 라리가          | 1943-44   | 21   | 16   | 6    | 7  | –    | –    | 27   | 23   |
| 발렌시아        | 라리가          | 1944-45   | 24   | 16   | 6    | 1  | –    | –    | 30   | 17   |
| 발렌시아        | 라리가          | 1945-46   | 13   | 4    | 3    | 4  | –    | –    | 16   | 8    |
| 발렌시아        | 합계            | 합계      | 116  | 72   | 30   | 25 | 0    | 0    | 146  | 97   |
| 바라칼도        | 세군다 디비시온 | 1946-47   | 20   | 14   | 1    | 0  | –    | –    | 21   | 14   |
| 경력 합계       | 경력 합계       | 경력 합계 | 276  | 192  | 78   | 62 | 69   | 50   | 423  | 304  |

## 수상

### 클럽
아틀레틱 빌바오
- 라 리가: 1929-30, 1930-31, 1933-34, 1935-36
- 코파 델 레이: 1930, 1931, 1932, 1933
- 비스카이아 선수권 대회: 1930-31, 1931-32, 1932-33, 1933-34, 1934-35, 1938-39, 1939-40

발렌시아
- 라 리가: 1941-42, 1943-44
- 코파 델 헤네랄리시모: 1941

### 개인
- 트로페오 피치치: 1929-30, 1931-32[12]